# Kongsvingerbanen
| Bahnhof Skarnes |                                |                                                                      |                                                                      |
| Streckennummer: | L14 (Asker–Oslo S–Kongsvinger) |                                                                      |                                                                      |
| Streckenlänge: | 115 km                         |                                                                      |                                                                      |
| Spurweite: | 1435 mm (Normalspur)           |                                                                      |                                                                      |
| Stromsystem: | 15 kV, 16,7 Hz ~               |                                                                      |                                                                      |
| |                                |                                                                      |                                                                      |
| \| \| \| Oslotunnel (1980) \| \| \| \| 0,27 \| Oslo S (1981, von 1854 bis 1981 Oslo Ø) \| Oslo S (1981, von 1854 bis 1981 Oslo Ø) \| \| \| \| Hovedbanen \| \| \| \| 20,95 \| Lillestrøm (1854) \| Lillestrøm (1854) \| \| \| \| Hovedbanen/Gardermobanen \| \| \| \| \| zum Industriegebiet Lillestrøm \| \| \| \| 24,40 \| Tuen (1931) \| Tuen (1931) \| \| \| 27,58 \| Nerdrum (1931) \| Nerdrum (1931) \| \| \| 29,11 \| Fetsund (1862) \| Fetsund (1862) \| \| \| \| Glomma \| \| \| \| 29,91 \| Svingen (1931) \| Svingen (1931) \| \| \| 34,19 \| Guttersrud (1931) \| Guttersrud (1931) \| \| \| 37,53 \| Sørumsand (1892) \| Sørumsand (1892) \| \| \| \| Urskog-Hølandsbanen \| \| \| \| 41,98 \| Blaker (1862) \| Blaker (1862) \| \| \| 45,11 \| Rånåsfoss (1918) \| Rånåsfoss (1918) \| \| \| 46,87 \| Auli (1974) \| Auli (1974) \| \| \| 48,87 \| Haga (1862) \| Haga (1862) \| \| \| 53,38 \| Bodung (1913) \| Bodung (1913) \| \| \| 58,46 \| Årnes (1862) \| Årnes (1862) \| \| \| 67,17 \| Seterstøa (1862–9. Dezember 2012)[2][3] \| Seterstøa (1862–9. Dezember 2012)[2][3] \| \| \| 73,35 \| Disenå (1865–9. Dezember 2012)[2] \| Disenå (1865–9. Dezember 2012)[2] \| \| \| 79,24 \| Skarnes (1862) \| Skarnes (1862) \| \| \| 87,22 \| Sander (1862–9. Dezember 2012)[2] \| Sander (1862–9. Dezember 2012)[2] \| \| \| 92,37 \| Galterud (1864–9. Dezember 2012)[2] \| Galterud (1864–9. Dezember 2012)[2] \| \| \| 100,28 \| Kongsvinger (1862) \| Kongsvinger (1862) \| \| \| \| Solørbanen \| \| \| \| \| Vingersjø (1930–1932: „Strand“, bis 1. Febr. 1943) \| \| \| \| 106,35 \| Tarvenelva (35 m) \| Tarvenelva (35 m) \| \| \| 107,15 \| Granli (1898–1. Juni 1986) \| Granli (1898–1. Juni 1986) \| \| \| 109,45 \| Gjermshus (1930–27. Mai 1990) \| Gjermshus (1930–27. Mai 1990) \| \| \| 110,08 \| Vrangselva (34 m) \| Vrangselva (34 m) \| \| \| \| Snarebrua (1930–1. Febr. 1943) \| \| \| \| 111,25 \| Vrangselva (20 m) \| Vrangselva (20 m) \| \| \| 112,15 \| Vrangselva (48 m) \| Vrangselva (48 m) \| \| \| 112,46 \| Åbogen (ehem. Pers.-Halt) \| Åbogen (ehem. Pers.-Halt) \| \| \| 114,79 \| Eidsbrua (1930–27. Mai 1990) \| Eidsbrua (1930–27. Mai 1990) \| \| \| 118,56 \| Sandnesberget (1930–1. Febr. 1943 „Sandnes“, Juni 1946–27. Mai 1990) \| Sandnesberget (1930–1. Febr. 1943 „Sandnes“, Juni 1946–27. Mai 1990) \| \| \| 120,21 \| Grasmo (1930–27. Mai 1990) \| Grasmo (1930–27. Mai 1990) \| \| \| 120,90 \| Vrangselva (27 m) \| Vrangselva (27 m) \| \| \| 122,15 \| Matrand (ehem. Pers.-Halt) \| Matrand (ehem. Pers.-Halt) \| \| \| 124,41 \| Stansberg (1930–1. Febr. 1943, 27. Mai 1946–27. Mai 1979) \| Stansberg (1930–1. Febr. 1943, 27. Mai 1946–27. Mai 1979) \| \| \| 127,27 \| Skotterud (ehem. Pers.-Halt) \| Skotterud (ehem. Pers.-Halt) \| \| \| \| Vestmarkabahn \| \| \| \| 129,13 \| Valmand (1930–1. Febr. 1943, 27. Mai 1946–27. Mai 1990) \| Valmand (1930–1. Febr. 1943, 27. Mai 1946–27. Mai 1990) \| \| \| 133,08 \| Magnor (ehem. Pers.-Halt) \| Magnor (ehem. Pers.-Halt) \| \| \| 136,27 \| Riksgrensen (1930–1. Febr. 1943) \| Riksgrensen (1930–1. Febr. 1943) \| \| \| 135,65 \| Furumoen (1932) \| Furumoen (1932) \| \| \| \| Värmlandsbanan nach Stockholm \| \| |                                |                                                                      |                                                                      |
| Tunnelende |                                | Oslotunnel (1980)                                                    | Oslotunnel (1980)                                                    |
| Bahnhof | 0,27                           | Oslo S (1981, von 1854 bis 1981 Oslo Ø)                              | Oslo S (1981, von 1854 bis 1981 Oslo Ø)                              |
| |                                | Hovedbanen                                                           |                                                                      |
| Bahnhof | 20,95                          | Lillestrøm (1854)                                                    | Lillestrøm (1854)                                                    |
| Abzweig geradeaus und nach links |                                | Hovedbanen/Gardermobanen                                             | Hovedbanen/Gardermobanen                                             |
| Abzweig geradeaus und nach rechts |                                | zum Industriegebiet Lillestrøm                                       | zum Industriegebiet Lillestrøm                                       |
| Haltepunkt / Haltestelle | 24,40                          | Tuen (1931)                                                          | Tuen (1931)                                                          |
| Haltepunkt / Haltestelle | 27,58                          | Nerdrum (1931)                                                       | Nerdrum (1931)                                                       |
| Bahnhof | 29,11                          | Fetsund (1862)                                                       | Fetsund (1862)                                                       |
| Brücke über Wasserlauf |                                | Glomma                                                               | Glomma                                                               |
| Haltepunkt / Haltestelle | 29,91                          | Svingen (1931)                                                       | Svingen (1931)                                                       |
| ehemaliger Haltepunkt / Haltestelle | 34,19                          | Guttersrud (1931)                                                    | Guttersrud (1931)                                                    |
| Bahnhof | 37,53                          | Sørumsand (1892)                                                     | Sørumsand (1892)                                                     |
| Abzweig geradeaus und ehemals nach links |                                | Urskog-Hølandsbanen                                                  | Urskog-Hølandsbanen                                                  |
| Bahnhof | 41,98                          | Blaker (1862)                                                        | Blaker (1862)                                                        |
| Bahnhof | 45,11                          | Rånåsfoss (1918)                                                     | Rånåsfoss (1918)                                                     |
| Haltepunkt / Haltestelle | 46,87                          | Auli (1974)                                                          | Auli (1974)                                                          |
| Bahnhof | 48,87                          | Haga (1862)                                                          | Haga (1862)                                                          |
| Haltepunkt / Haltestelle | 53,38                          | Bodung (1913)                                                        | Bodung (1913)                                                        |
| Bahnhof | 58,46                          | Årnes (1862)                                                         | Årnes (1862)                                                         |
| ehemaliger Bahnhof | 67,17                          | Seterstøa (1862–9. Dezember 2012)                                    | Seterstøa (1862–9. Dezember 2012)                                    |
| ehemaliger Bahnhof | 73,35                          | Disenå (1865–9. Dezember 2012)                                       | Disenå (1865–9. Dezember 2012)                                       |
| Bahnhof | 79,24                          | Skarnes (1862)                                                       | Skarnes (1862)                                                       |
| ehemaliger Bahnhof | 87,22                          | Sander (1862–9. Dezember 2012)                                       | Sander (1862–9. Dezember 2012)                                       |
| ehemaliger Bahnhof | 92,37                          | Galterud (1864–9. Dezember 2012)                                     | Galterud (1864–9. Dezember 2012)                                     |
| Bahnhof | 100,28                         | Kongsvinger (1862)                                                   | Kongsvinger (1862)                                                   |
| Abzweig geradeaus und nach links |                                | Solørbanen                                                           | Solørbanen                                                           |
| ehemaliger Haltepunkt / Haltestelle |                                | Vingersjø (1930–1932: „Strand“, bis 1. Febr. 1943)                   | Vingersjø (1930–1932: „Strand“, bis 1. Febr. 1943)                   |
| Brücke über Wasserlauf | 106,35                         | Tarvenelva (35 m)                                                    | Tarvenelva (35 m)                                                    |
| ehemaliger Bahnhof | 107,15                         | Granli (1898–1. Juni 1986)                                           | Granli (1898–1. Juni 1986)                                           |
| ehemaliger Haltepunkt / Haltestelle | 109,45                         | Gjermshus (1930–27. Mai 1990)                                        | Gjermshus (1930–27. Mai 1990)                                        |
| Brücke über Wasserlauf | 110,08                         | Vrangselva (34 m)                                                    | Vrangselva (34 m)                                                    |
| ehemaliger Haltepunkt / Haltestelle |                                | Snarebrua (1930–1. Febr. 1943)                                       | Snarebrua (1930–1. Febr. 1943)                                       |
| Brücke über Wasserlauf | 111,25                         | Vrangselva (20 m)                                                    | Vrangselva (20 m)                                                    |
| Brücke über Wasserlauf | 112,15                         | Vrangselva (48 m)                                                    | Vrangselva (48 m)                                                    |
| Dienststation / Betriebs- oder Güterbahnhof | 112,46                         | Åbogen (ehem. Pers.-Halt)                                            | Åbogen (ehem. Pers.-Halt)                                            |
| ehemaliger Haltepunkt / Haltestelle | 114,79                         | Eidsbrua (1930–27. Mai 1990)                                         | Eidsbrua (1930–27. Mai 1990)                                         |
| ehemaliger Haltepunkt / Haltestelle | 118,56                         | Sandnesberget (1930–1. Febr. 1943 „Sandnes“, Juni 1946–27. Mai 1990) | Sandnesberget (1930–1. Febr. 1943 „Sandnes“, Juni 1946–27. Mai 1990) |
| ehemaliger Haltepunkt / Haltestelle | 120,21                         | Grasmo (1930–27. Mai 1990)                                           | Grasmo (1930–27. Mai 1990)                                           |
| Brücke über Wasserlauf | 120,90                         | Vrangselva (27 m)                                                    | Vrangselva (27 m)                                                    |
| Dienststation / Betriebs- oder Güterbahnhof | 122,15                         | Matrand (ehem. Pers.-Halt)                                           | Matrand (ehem. Pers.-Halt)                                           |
| ehemaliger Haltepunkt / Haltestelle | 124,41                         | Stansberg (1930–1. Febr. 1943, 27. Mai 1946–27. Mai 1979)            | Stansberg (1930–1. Febr. 1943, 27. Mai 1946–27. Mai 1979)            |
| Dienststation / Betriebs- oder Güterbahnhof | 127,27                         | Skotterud (ehem. Pers.-Halt)                                         | Skotterud (ehem. Pers.-Halt)                                         |
| Abzweig geradeaus und ehemals nach rechts |                                | Vestmarkabahn                                                        | Vestmarkabahn                                                        |
| ehemaliger Haltepunkt / Haltestelle | 129,13                         | Valmand (1930–1. Febr. 1943, 27. Mai 1946–27. Mai 1990)              | Valmand (1930–1. Febr. 1943, 27. Mai 1946–27. Mai 1990)              |
| Dienststation / Betriebs- oder Güterbahnhof | 133,08                         | Magnor (ehem. Pers.-Halt)                                            | Magnor (ehem. Pers.-Halt)                                            |
| ehemaliger Haltepunkt / Haltestelle | 136,27                         | Riksgrensen (1930–1. Febr. 1943)                                     | Riksgrensen (1930–1. Febr. 1943)                                     |
| Grenze | 135,65                         | Furumoen (1932)                                                      | Furumoen (1932)                                                      |
| Strecke |                                | Värmlandsbanan nach Stockholm                                        | Värmlandsbanan nach Stockholm                                        |

Die Kongsvingerbane (deutsch Kongsvingerbahn) ist eine Eisenbahnstrecke in Norwegen. Sie führt von Lillestrøm nach Kongsvinger.

## Geschichte
Die Strecke wurde am 3. Oktober 1862 eröffnet und ist damit Norwegens älteste Normalspurbahn.
Mit der zur Kongsvingerbane gerechneten Grensebane (deutsch Grenzbahn), die am 4. November 1865 zwischen Kongsvinger und Riksgrensen eröffnet wurde, ist sie weiter über den Grenzübergang Furumoen bei Charlottenberg mit dem schwedischen Eisenbahnnetz verknüpft. Im Bahnhof Kongsvinger zweigt die Solørbane nach Elverum ab.
Die Strecke ist mit der Grensebane 115 km lang und wurde am 15. Juni 1951 elektrifiziert. Der Streckenabschnitt Lillestrøm–Kongsvinger wurde am 21. Mai 1966, der Abschnitt zwischen Kongsvinger und Riksgrensen am 6. April 1967 auf Fernsteuerung umgestellt. Der Probebetrieb mit Automatic Train Control (DATC) wurde zwischen Lillestrøm und Magnor am 16. Januar 1984 probeweise und ab 8. Oktober 1984 dauerhaft eingeführt. Der Restabschnitt bis Riksgrensen folgte am 1. Oktober 1986.
Die wichtigsten Halte entlang der Kongsvingerbane sind Fetsund, Sørumsand, Årnes, Skarnes und Kongsvinger. Von Oslo aus verkehren auf der Strecke Lokalzüge der Norges Statsbaner bis Kongsvinger, Züge von Värmlandstrafik nach Karlstad und Züge der SJ nach Stockholm.

Früher verkehrten auch Züge der Betreiber Linx und Kungspilen.

## Hochgeschwindigkeitsstrecke Oslo–Stockholm
Für die Verbindung von Oslo nach Stockholm werden Planungen verfolgt, die eine neue Bahnstrecke von Lillestrøm über Bjørkelangen nach Arvika in Schweden vorsehen. Diese zweigleisig zu bauende Strecke würde eine Verkürzung von bislang 155 km über Kongsvinger auf zukünftig 98 km mit sich bringen.